# Unieux
Unieux ist eine französische Gemeinde mit 8495 Einwohnern (Stand 1. Januar 2022) im Département Loire in der Region Auvergne-Rhône-Alpes. Sie gehört zum Arrondissement Saint-Étienne und zum Kanton Firminy.

## Geografie
Die Stadt liegt am östlichen Ufer der Loire und im Tal der Ondaine, etwa zehn Kilometer südwestlich von Saint-Étienne und 60 Kilometer südwestlich von Lyon. Im Gemeindegebiet liegt das Naturschutzgebiet Réserve naturelle régionale Saint-Étienne - Gorges de la Loire. Der Égotay mündet hier in die Ondaine.

## Geschichte
1361 wird der Ort als Huniaco, 1534 als Ugnyeux erwähnt. 1794 wurde die heutige Gemeinde gebildet. Den Bahnanschluss erhielt die Gemeinde 1883 (Bahnhof Fraisses-Unieux an der Bahnstrecke Saint-Georges-d’Aurac–Saint-Étienne-Châteaucreux).

## Einwohnerentwicklung
| Jahr                       | 1962 | 1968 | 1975 | 1982 | 1990 | 1999 | 2006 | 2017 |
| -------------------------- | ---- | ---- | ---- | ---- | ---- | ---- | ---- | ---- |
| Einwohner                  | 7718 | 8428 | 9092 | 8265 | 8064 | 8339 | 8467 | 8597 |
| Quellen: Cassini und INSEE |      |      |      |      |      |      |      |      |

## Sehenswürdigkeiten
- Kirche Notre-Dame-de-Nazareth
- Kirche Saint-Paul
- Kirche Saint-Thomas-d'Aquin
- Prioratskapelle Saint-François-Régis
- Brücke Pont du Pertuiset über die Loire

## Persönlichkeiten
- Jacob Holtzer (1802–1862), Industrieller und Politiker